# 石川県道47号七尾能登島公園線
石川県道47号七尾能登島公園線（いしかわけんどう47ごう ななおのとじまこうえんせん）は、石川県七尾市を通る県道（主要地方道）である。

## 概要
国道249号七尾田鶴浜バイパスやそれに接続する能越自動車道、能登有料道路などと、和倉温泉、七尾市能登島の中心部とを結ぶ。終点で接続する石川県道257号田尻祖母浦半浦線を通り、石川県能登島ガラス美術館、のとじま臨海公園（のとじま臨海公園水族館、能登島家族旅行村Weランド）等の観光施設へも向かうことができる。
国道249号七尾田鶴浜バイパスの和倉インターチェンジから北上し、のと鉄道七尾線を高架で渡った直後に石川県道1号七尾輪島線（旧国道249号）などと交差する5差路の交差点に至る。そのまま、和倉温泉街の南端を通って、能登島大橋（1,050m、石川県道で最長の橋）を渡り、能登島に入る。能登島の南岸を通り、七尾市立能登島中学校、七尾市役所能登島支所など能登島中心部を経て、終点の向田交差点に至る。

### 路線データ
- 起点：石川県七尾市奥原町17部25番1地先（和倉IC・国道249号七尾田鶴浜バイパス交点）
- 終点：石川県七尾市能登島向田町115部11番3地先（向田交差点・石川県道257号田尻祖母浦半浦線交点）

## 歴史
- 1977年（昭和52年）5月21日：「石川県道能登島和倉線」として路線認定。
- 1982年（昭和57年）4月3日：能登島大橋有料道路開通。
- 1982年（昭和57年）4月1日 - 建設省から主要地方道に指定される[1]。
- 1982年（昭和57年）7月9日：石川県道能登島和倉線」から現在の路線名に名称変更。
- 1993年（平成5年）5月11日 - 建設省から、県道七尾能登島公園線が七尾能登島公園線として主要地方道に再指定される[2]。
- 1995年（平成7年）10月13日：奥原交差点から和倉ICまで延長した1.6kmが開通、供用開始[3]
- 1998年（平成10年）7月1日：能登島大橋無料開放。
- 2024年（令和6年）1月1日 - 能登半島地震が発生。能登島大橋が通行不能となるが[4]翌日、片側交互通行で通行が再開された[5]。

## 地理

### 通過する自治体
- 七尾市

### 交差する道路
- 国道249号・七尾田鶴浜バイパス（七尾市奥原町・和倉IC、起点）
- 石川県道1号七尾輪島線（七尾市石崎町・和倉温泉西交差点）
- 石川県道248号和倉和倉停車場線（七尾市石崎町香島・和倉温泉東交差点）
- 石川県道257号田尻祖母浦半浦線（七尾市能登島半浦町・半浦交差点）
- 石川県道257号田尻祖母浦半浦線（七尾市能登島向田町・向田交差点、終点）